# Jordan Cousins
Jordan Paul Cousins (Greenwich, 6 marzo 1994) è un calciatore inglese, centrocampista del Cambridge Utd.

## Caratteristiche tecniche
Mediano di centrocampo, la sua versatilità tattica - abbinata a notevoli mezzi fisici - gli consentono di risultare efficace sia nella fase di copertura che in quella offensiva.

## Carriera

### Club
Proveniente dal vivaio del Charlton, esordisce tra i professionisti il 6 agosto 2013 contro l'Oxford United in Capital One Cup. Il 17 agosto - all'esordio in Championship - segna ai danni del Barnsley la sua prima rete tra i professionisti. L'incontro terminerà 2-2.
Il 4 ottobre sottoscrive un nuovo accordo con la società, valido fino al 2016. Termina l'annata con 47 apparizioni e 2 reti.
Il 31 luglio 2015 rinnova il proprio contratto fino al 2019.
Il 14 luglio 2016 si lega per tre stagioni al QPR.

### Nazionale
Conta diverse apparizioni con le selezioni giovanili. Con l'Under-17, nel 2011 ha preso parte sia all'Europeo Under-17 svolto in Serbia che al Mondiale Under-17 disputato in Messico. Nel 2014 ha preso parte al Torneo di Tolone, ottenendo 3 presenze e segnando una rete contro il Qatar.

## Statistiche

### Presenze e reti nei club
Statistiche aggiornate al 23 aprile 2024.
| Stagione          | Squadra           | Campionato        | Campionato | Campionato | Coppe nazionali | Coppe nazionali | Coppe nazionali | Coppe continentali | Coppe continentali | Coppe continentali | Altre coppe | Altre coppe | Altre coppe | Totale | Totale |
| Stagione          | Squadra           | Comp              | Pres       | Reti       | Comp            | Pres            | Reti            | Comp               | Pres               | Reti               | Comp        | Pres        | Reti        | Pres   | Reti   |
| ----------------- | ----------------- | ----------------- | ---------- | ---------- | --------------- | --------------- | --------------- | ------------------ | ------------------ | ------------------ | ----------- | ----------- | ----------- | ------ | ------ |
| 2013-2014         | Charlton          | FLC               | 42         | 2          | FACup+CdL       | 4+1             | 0               | -                  | -                  | -                  | -           | -           | -           | 47     | 2      |
| 2014-2015         | Charlton          | FLC               | 44         | 3          | FACup+CdL       | 1+2             | 0               | -                  | -                  | -                  | -           | -           | -           | 47     | 3      |
| 2015-2016         | Charlton          | FLC               | 39         | 2          | FACup+CdL       | 1+2             | 0               | -                  | -                  | -                  | -           | -           | -           | 42     | 2      |
| Totale Charlton   | Totale Charlton   | Totale Charlton   | 125        | 7          |                 | 11              | 0               |                    | -                  | -                  |             | -           | -           | 136    | 7      |
| 2016-2017         | QPR               | FLC               | 18         | 0          | FACup+CdL       | 1+2             | 0               | -                  | -                  | -                  | -           | -           | -           | 21     | 0      |
| 2017-2018         | QPR               | FLC               | 15         | 0          | FACup+CdL       | 1+0             | 0               | -                  | -                  | -                  | -           | -           | -           | 16     | 0      |
| 2018-2019         | QPR               | FLC               | 28         | 1          | FACup+CdL       | 2+3             | 0               | -                  | -                  | -                  | -           | -           | -           | 33     | 1      |
| Totale QPR        | Totale QPR        | Totale QPR        | 61         | 1          |                 | 9               | 0               |                    | -                  | -                  |             | -           | -           | 70     | 1      |
| 2019-2020         | Stoke City        | FLC               | 20         | 0          | FACup+CdL       | 1+3             | 0               | -                  | -                  | -                  | -           | -           | -           | 24     | 0      |
| 2020-2021         | Stoke City        | FLC               | 19         | 0          | FACup+CdL       | 0+2             | 0               | -                  | -                  | -                  | -           | -           | -           | 21     | 0      |
| Totale Stoke City | Totale Stoke City | Totale Stoke City | 39         | 0          |                 | 6               | 0               |                    | -                  | -                  |             | -           | -           | 45     | 0      |
| 2021-2022         | Wigan             | FL1               | 16         | 0          | FACup+CdL       | 1+2             | 0               | -                  | -                  | -                  | FLT         | 0           | 0           | 19     | 0      |
| 2022-2023         | Wigan             | FLC               | 10         | 0          | FACup+CdL       | 1+0             | 0               | -                  | -                  | -                  | -           | -           | -           | 11     | 0      |
| Totale Wigan      | Totale Wigan      | Totale Wigan      | 26         | 0          |                 | 4               | 0               |                    | -                  | -                  |             | 0           | 0           | 30     | 0      |
| 2023-2024         | Cambridge Utd     | FL1               | 35         | 1          | FACup+CdL       | 2+1             | 0               | -                  | -                  | -                  | FLT         | 1           | 0           | 39     | 1      |
| Totale carriera   | Totale carriera   | Totale carriera   | 286        | 9          |                 | 33              | 0               |                    | -                  | -                  |             | 1           | 0           | 320    | 9      |

## Palmarès

### Club

#### Competizioni nazionali
- Football League One: 1

Wigan: 2021-2022